# Wapen van Guyana
Het wapen van Guyana werd aangenomen door het parlement op 25 februari 1966, nadat het op 21 januari van hetzelfde jaar geïntroduceerd werd door koningin Elizabeth II.
Het schild wordt vastgehouden door twee jaguars, die een pikhouweel, een suikerrietstengel en een rijsttak vasthouden, hetgeen de mijnbouw en de suiker- en rijstindustrie van het land symboliseert. Het schild toont een victoriawaterlelie (de nationale bloem) en een hoatzin (de nationale vogel), met daartussen drie blauwe golvende lijnen die voor de drie belangrijkste rivieren van het land staan (Berbice, Demerara en Essequibo). Boven het schild staan twee hoofddeksels, een van indiaanse en een van Europese origine; dit symboliseert de diversiteit van de herkomst van de bevolking.